# Dorsale prealpina tra Valdobbiadene e Serravalle
Dorsale prealpina tra Valdobbiadene e Serravalle este o arie protejată (arie de protecție specială avifaunistică — SPA) din Italia întinsă pe o suprafață de 11.622 ha, integral pe uscat.

## Localizare
Centrul sitului Dorsale prealpina tra Valdobbiadene e Serravalle este situat la coordonatele 46°00′00″N 12°08′24″E / 46.00006°N 12.140006°E.

## Înființare
Situl Dorsale prealpina tra Valdobbiadene e Serravalle a fost declarat arie de protecție specială avifaunistică în august 2003 pentru a proteja 25 de specii de animale.

## Biodiversitate
Situată în ecoregiunea alpină, aria protejată conține 8 habitate naturale: Formațiuni ierboase bogate în specii de Nardus, dezvoltate pe substraturi silicioase în zone montane (și în zone submontane, în Europa continentală), Pajiști alpine și subalpine calcaroase, Grohotișuri calcaroase și de șisturi calcaroase de la nivelul montan până la nivelul alpin (Thlaspietea rotundifolii), Păduri pe pante, grohotișuri și ravene de Tilio-Acerion, Păduri ilirice de Fagus sylvatica (Aremonio-Fagion), Pante stâncoase calcaroase cu vegetație casmofită, Păduri de fag din Europa Centrală dezvoltate pe sol calcaros cu Cephalanthero-Fagion, Pajiști uscate seminaturale și facies de acoperire cu tufișuri pe substraturi calcaroase (Festuco-Brometalia) (* situri importante pentru orhidee).
La baza desemnării sitului se află mai multe specii protejate:
- păsări (23): uliu păsărar (Accipiter nisus), minunița (Aegolius funereus), potârnichea de stâncă (Alectoris graeca saxatilis), acvilă de munte (Aquila chrysaetos), cocoșul de mesteacăn (Bonasa bonasia), buha (Bubo bubo), caprimulg (Caprimulgus europaeus), șerpar (Circaetus gallicus), erete vânăt (Circus cyaneus), gușă vânătă (Cyanecula svecica), ciocănitoare neagră (Dryocopus martius), presură de grădină (Emberiza hortulana), Eudromias morinellus, șoim călător (Falco peregrinus), ciuvică (Glaucidium passerinum), vulturul pleșuv sur (Gyps fulvus), sfrâncioc roșiatic (Lanius collurio), Lyrurus tetrix tetrix, gaia neagră (Milvus migrans), gaia roșie (Milvus milvus), viespar (Pernis apivorus),  cocoș de munte (Tetrao urogallus), fluturașul de stâncă (Tichodroma muraria)
- amfibieni (1): izvoraș-cu-burta-galbenă (Bombina variegata)
- nevertebrate (1): rădașcă (Lucanus cervus)

Pe lângă speciile protejate, pe teritoriul sitului au mai fost identificate 11 specii de plante, 4 specii de amfibieni, 4 specii de reptile.